# Qui sème le vent (roman)
Qui sème le vent (titre original : De avond is ongemak) est un premier roman de  Marieke Lucas Rijneveld, publié en 2018, et en français par les éditions Buchet-Chastel en 2020. Le roman remporté le Prix international Booker en 2020.